# Gens Cúria
La Gens Cúria (en llatí Curia Gens) va ser una família d'origen plebeu a l'antiga Roma, mencionada per primer cop al començament del segle iii aC. El seu personatge més destacat va ser Mani Curi Dentat. Dentat és l'únic cognomen que utilitzà aquesta gens.